# 我型我秀
我型我秀是中国上海上腾娱乐（由环球唱片公司和上海文广新闻传媒集团持股）举办的一个大型娱乐选秀节目，主要在东方卫视播出。据时任环球唱片公司总裁许智伟的说法，举办该节目的初衷是为唱片公司挖掘新星，并希望活动本身能直接带来盈利。该节目开始于2004年，截至到2009年已举办了六届。
很多人将此节目与几乎同时举办的超级女声等节目比较。而事实上，它也为有志参赛者提供了更多的机会，因为它允许男性参加。同时，2005年超级女声季军张靓颖曾于2004年参加该节目海选被淘汰，2005年参加超级女声海选失败的路爽2006年也通过了我型我秀的海选，显示两者并存为选手提供了更多机会。
2007年，我型我秀不再延续过去三年的选歌手模式，而是选拔音乐剧演员。
2008年，由于受到广电总局关于选秀的限制，节目也由原来的选秀改变为综艺节目。节目将参赛选手分为三组，分别由三位音乐人带队，进行音乐三国的对决。

## 历届三强

### 2004年
- 冠军：张杰，活跃至今，中国内地一线男歌手
- 前四强：刘钰佳，已淡出
- 前四强：朱杰，主持人
- 前四强：苟伟，发行过1张专辑
- 前八强：袁成杰，最具魅力基因奖

### 2005年
- 冠军：刘维，发行过1张EP专辑，现在往主持人方向发展
- 亚军：薛之谦，活跃至今，中国内地一線男歌手
- 季军：格里杰夫，出道至今发行2张专辑

### 2006年
- 冠军：王啸坤，发行过3张专辑
- 亚军：俞思远，发行过2张专辑
- 季军：丁爽，发行过1张ep专辑
- 人气王：师洋

### 2007年
- 冠军： OP组合
  - 马海生，个人发展后出道至今发行2张专辑
  - 吴斌，往后以导演身份发展
  - 刘欣，往后以演员身份发展，《致我们终将失去的青春》女3号
  - 高阳，往后以幕后音乐人方向发展
- 亚军：余虹婷
- 季军：袁野，出道至今发行过1张ep

### 2008年
- 冠军：唐汉霄（由于改为综艺节目故冠军改为“最佳毕业生”），往后以幕后音乐人方向发展
- 亚军：Ok-One组合，赛后组合成员单飞，李方丁加入女子组合UP Girls发行EP，张敬豪加入组合耀乐团发行专辑
- 季军：张婧，出道至今发行1张专辑

### 2009年
- 冠军：余超颖
- 亚军：傅劲
- 季军：邵隽彦

## 瞩目事件
首届冠军张杰发行两张专辑后再次参加选秀《快乐男声》，从而在中国选秀史上诞生了“回锅肉”这一词，“回锅肉”指参加过大型选秀比赛并获得优异成绩的人再次回炉参加比赛的人，后也指在娱乐圈混迹多年并小有名气的人再次参加选秀节目的人，再后也指凡参加过选秀比赛而不出名的人一直继续回炉参加比赛的人。
张杰逃奔湖南卫视《快乐男声》，并与型秀公司解约不成功遭索赔违约金140万人民币，当时张杰歌迷集资100万帮助其解约成功，他与上腾娱乐闹纠纷引起广泛关注。
而张靓颖也曾参加过《我型我秀》的海选，后被淘汰。有网友爆出张靓颖被淘汰的原因是因为缺乏个性时尚的特征。后来张靓颖参加《超级女声》，最终进入决赛。

## 類似節目
- 超级女声
- 快乐男声
- 梦想中国
- 加油好男儿
- 加油东方天使
- 咪咕明星学院
- 声动亚洲
- 中国梦之声
- 香港
  - 超級巨聲（香港无线电视）
  - 亞洲星光大道（香港亚洲电视）
- 台湾
  - 超級星光大道